# Marie Taglioni die Jüngere

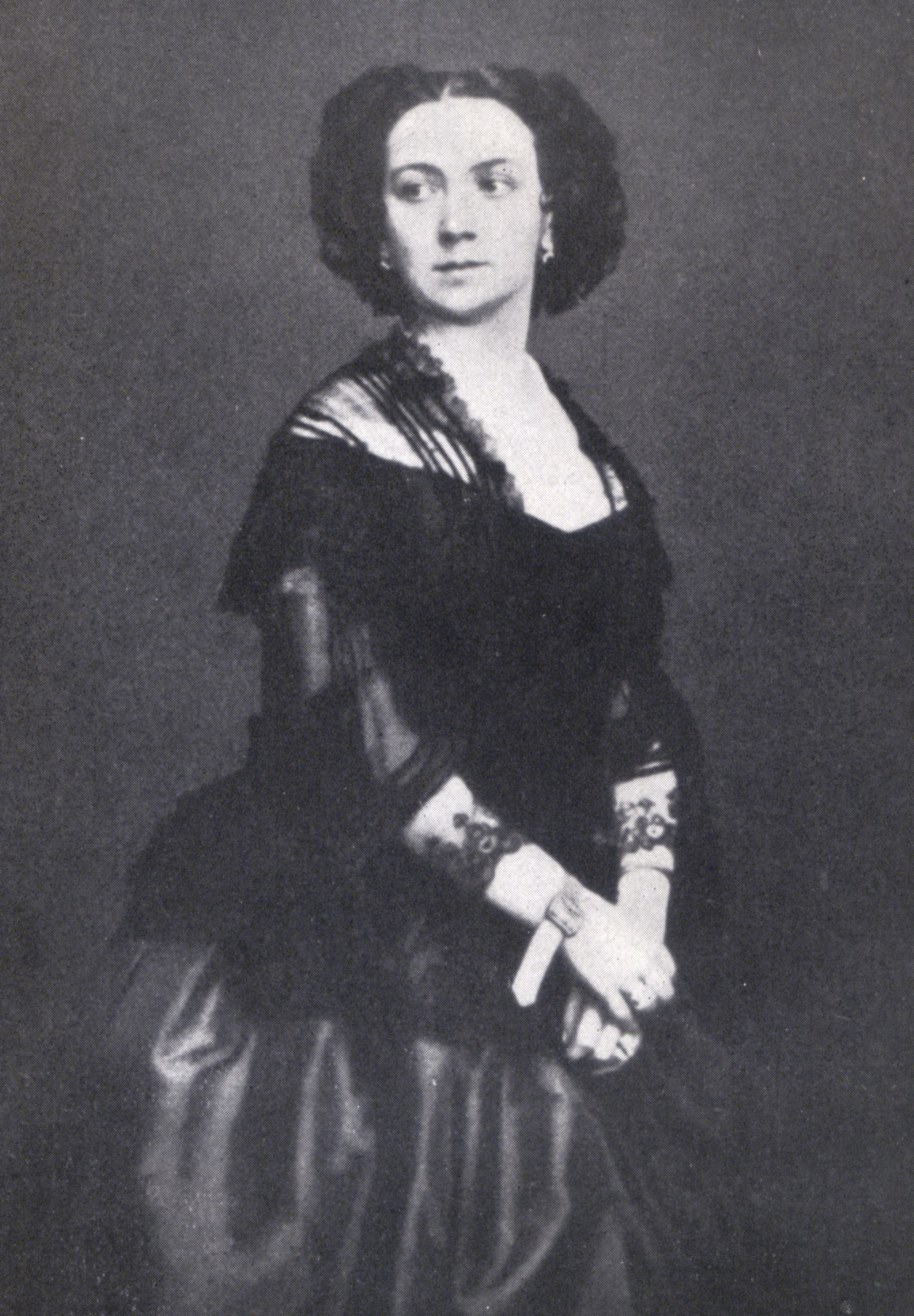
Marie Taglioni die Jüngere, 1859

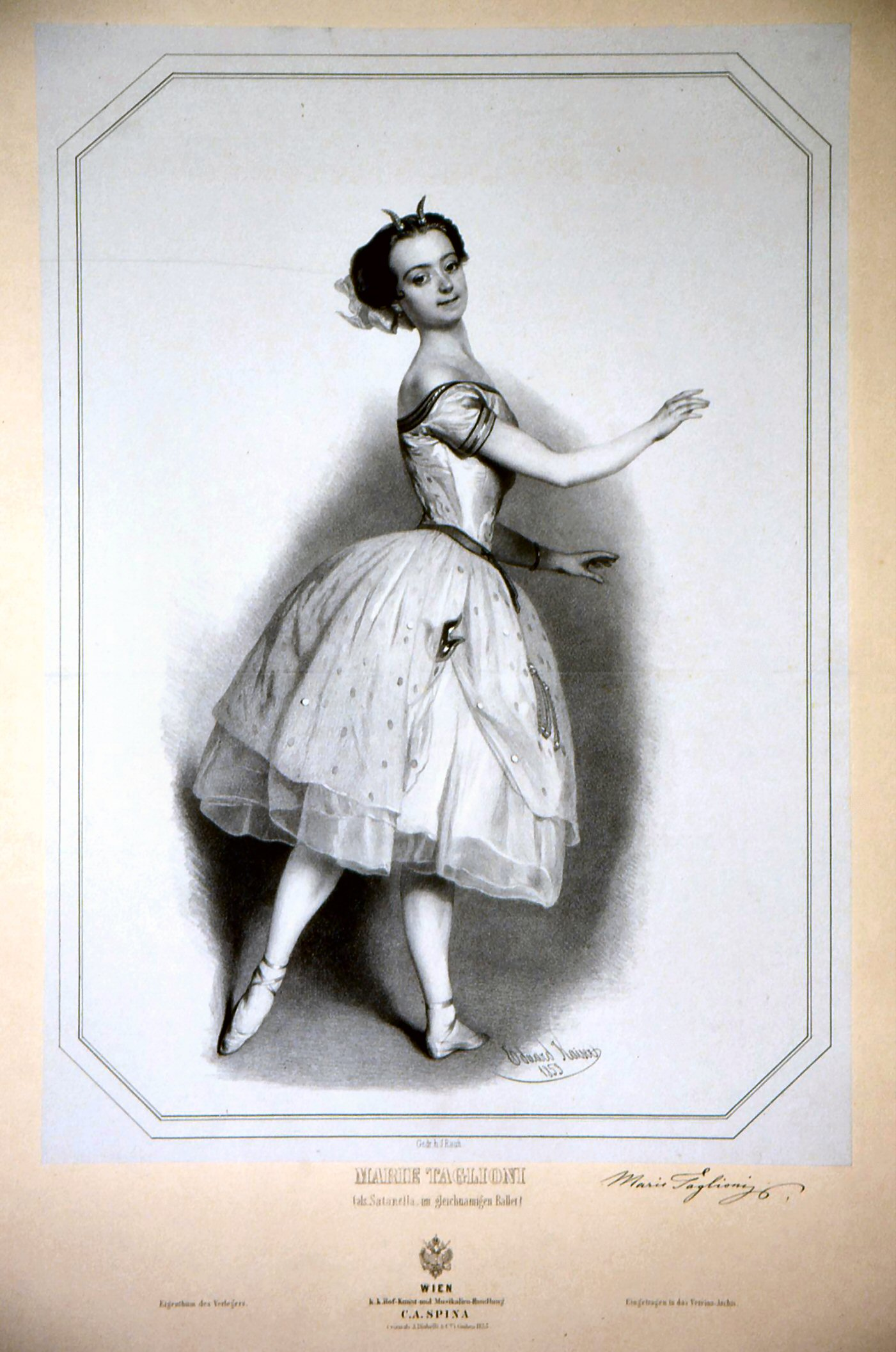
Marie Taglioni die Jüngere in Satanella (1853), Lithografie von Eduard Kaiser (1820–1895)

Marie Sophie Auguste Taglioni die Jüngere, auch (französisch): Marie-Paul Taglioni, verheiratete Marie Windisch-Grätz (* 27. Oktober 1830 in Berlin; † 27. August 1891 in Neuaigen bei Wien) war eine deutsche Ballerina italienisch-schwedischer Ethnie. Sie war die Nichte der gefeierten Marie Taglioni (1804–1884).

## Leben
Ihre Mutter war die in Berlin geborene Ballerina Amalie Galster (1807–1881). Väterlicherseits stammte sie aus der bedeutenden Taglioni-Familie: ihr Vater Paul Taglioni war ein erfolgreicher Tänzer und Choreograf und Sohn des berühmten Filippo Taglioni, Neffe von Salvatore Taglioni, sowie Bruder der erwähnten Marie Taglioni der Älteren. Ihre jüngere Schwester Auguste (1836–1911) trat zeitweise in Wien und Berlin als Schauspielerin auf.
Marie-Paul war Schülerin ihres Vaters und seine wichtigste Interpretin. Sie debütierte 1847 in dessen Ballett Coralia am Her Majesty’s Theatre in London und tanzte auch in Théa, ou La fée aux fleurs (1847). Im Jahr darauf durfte sie anstelle ihrer Tante neben den berühmten Tänzerinnen Carlotta Grisi, Fanny Cerrito und Carolina Rosati in Perrots Les quatres saisons („Die vier Jahreszeiten“, 1848) auftreten.
Sie wurde für ihre „Leichtigkeit, Agilität und Grazie“ gelobt und besaß gleichzeitig eine „bemerkenswerte Muskelkraft“.
Sie soll auch in Sankt Petersburg einige Privat-Vorstellungen vor der russischen Zarenfamilie im Lustschloss Lazienki gegeben haben, aber einen Vertrag für das russische kaiserliche Ballett habe sie ausgeschlagen.
Marie Taglioni die Jüngere tanzte von 1853 bis 1856 am Hoftheater in Wien, wo sie in Paul Taglionis seinerzeit sehr erfolgreichem Ballett Satanella „Furore machte“, das sie auch in Gastspielen in Pest tanzte. Danach ging sie nach Berlin, wo ihr Vater als Ballettmeister wirkte und für sie Hauptrollen in seinen Balletten Flick und Flocks Abenteuer (1858), Des Malers Traumbild (1859), und Sardanapal (1865) schuf.
Sie heiratete 1866 den Fürsten Joseph von Windisch-Grätz und zog sich von der Bühne zurück.
Johann Strauss Sohn benannte seine Marie Taglioni-Polka (1855) nach ihr.

## Einzelanmerkungen
1. ↑  Taufbuch der Jerusalemskirche Berlin, Nr. 83/1831
2. 1 2 3 4  Marie Taglioni, the younger, in: The Oxford Dictionary of Dance (2. ed.) (online in: Oxford Reference; englisch; Abruf am 4. Februar 2021)
3. 1 2 3 4 5 6  Elena Cervellati: Taglioni („Famiglia di ballerini e coreografi ...“). In: Raffaele Romanelli (Hrsg.): Dizionario Biografico degli Italiani (DBI). Band 94: Stampa–Tarantelli. Istituto della Enciclopedia Italiana, Rom 2019 (italienisch; Abruf am 3. Februar 2021)
4. 1 2 3  Constantin von Wurzbach: Taglioni, Paul. In: Biographisches Lexikon des Kaiserthums Oesterreich. 43. Theil. Kaiserlich-königliche Hof- und Staatsdruckerei, Wien 1881, S. 21–25 (Digitalisat).
5. ↑  „light, agile, graceful“ (...) „remarkable power of muscles“ (in: The Illustrated London News, 20. Februar 1847). Hier nach: Elena Cervellati: Taglioni („Famiglia di ballerini e coreografi ...“). In: Raffaele Romanelli (Hrsg.): Dizionario Biografico degli Italiani (DBI). Band 94: Stampa–Tarantelli. Istituto della Enciclopedia Italiana, Rom 2019 (italienisch; Abruf am 3. Februar 2021)
6. ↑  Das Ballett hatte Paul Taglioni 1850 ursprünglich für Carlotta Grisi geschaffen, und 1853 für seine Tochter revidiert. Romanticism: The Taglioni Family, Artikel in: 500 Years of Italian Dance, im Archiv der New York Public Library (NYPL) (englisch; Abruf am 4. Februar 2021)

| Personendaten    | Personendaten                                        |
| ---------------- | ---------------------------------------------------- |
| NAME             | Taglioni, Marie die Jüngere                          |
| ALTERNATIVNAMEN  | Taglioni, Marie Sophie Auguste; Taglioni, Marie-Paul |
| KURZBESCHREIBUNG | deutsche Ballerina                                   |
| GEBURTSDATUM     | 27. Oktober 1830                                     |
| GEBURTSORT       | Berlin                                               |
| STERBEDATUM      | 27. August 1891                                      |
| STERBEORT        | Neuaigen bei Wien                                    |